# شینیا اوهارا
شینیا اوهارا (انگلیسی: Shinya Uehara؛ زادهٔ ۲۹ سپتامبر ۱۹۸۶) بازیکن فوتبال اهل ژاپن است.
از باشگاه‌هایی که در آن بازی کرده‌است می‌توان به باشگاه فوتبال کونسادول ساپورو اشاره کرد.